# 小行星8297
小行星8297（8297 Gérardfaure）是一颗绕太阳运转的小行星，为主小行星带小行星。该小行星于1993年8月18日发现。

## 轨道参数
小行星8297的轨道半长轴为2.2374392 UA，离心率为0.062。